# Xandro Schenk
Xandro Schenk (Almere, 28 aprile 1993) è un calciatore olandese, difensore del Septemvri Sofia.

## Carriera
Dopo aver giocato con lo Jong Ajax, passa al Go Ahead Eagles con cui prima ottiene la promozione in massima serie e quindi esordisce in Eredivisie.

## Palmarès

### Club

#### Competizioni nazionali
- Eerste Divisie: 1

Twente: 2018-2019